# Hadahur Music School

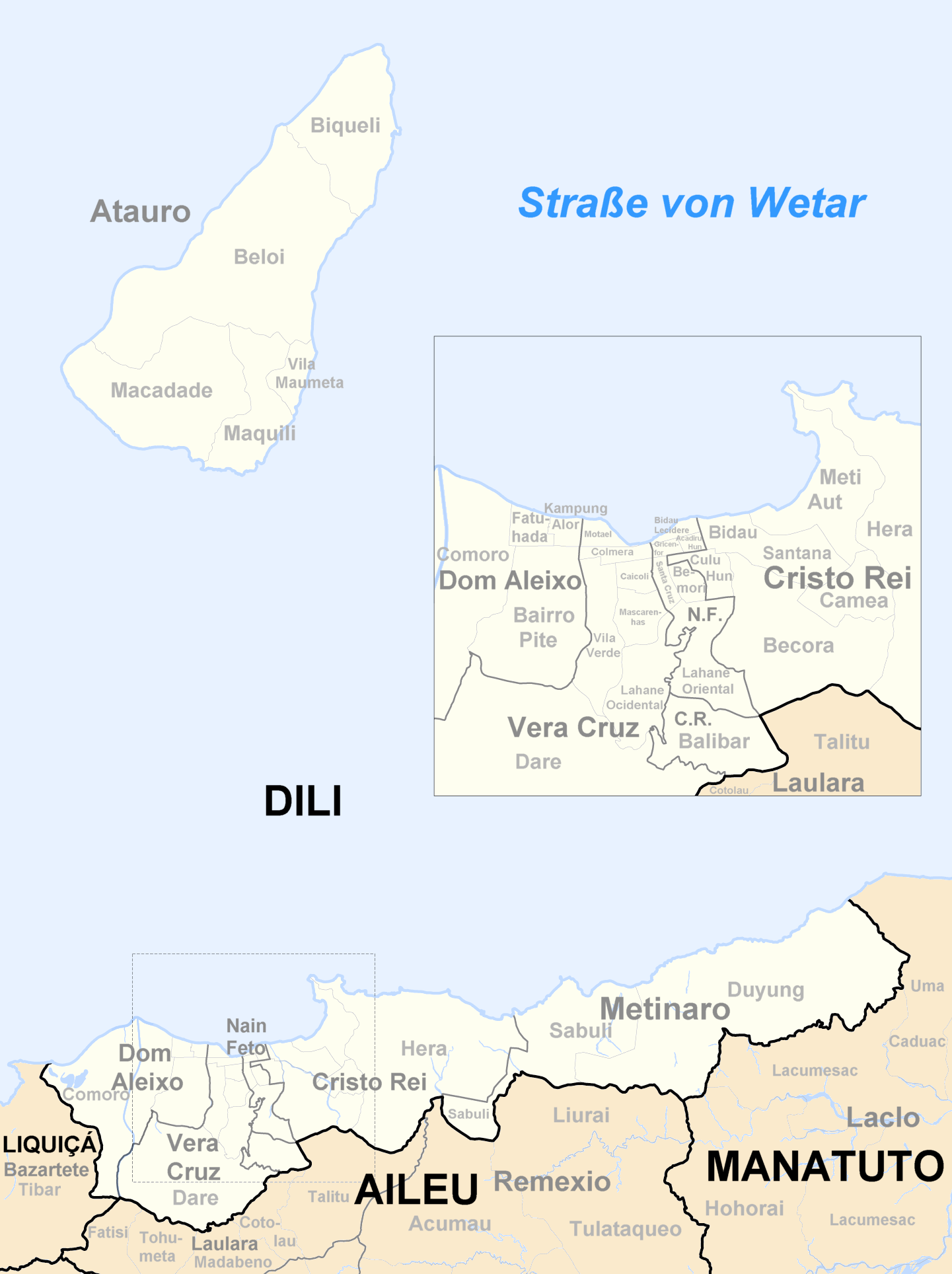
Becora liegt im Südosten der Stadt Dili

Die Hadahur Music School ist Osttimors erste Musikschule. Sie befindet sich im Suco Becora der Landeshauptstadt Dili. „Hadahur“ bedeutet in etwa „Zusammenkunft zu Gesang und Tanz“.
Die Schule wurde am 18. Juli 2009 im Beisein der beiden Friedensnobelpreisträger Staatspräsident José Ramos-Horta und Carlos Filipe Ximenes Belo eröffnet. Sie geht auf eine Initiative von Dilis Bischof Alberto Ricardo da Silva zurück und wurde von den Joseph-Schwestern der Mary MacKillop Osttimormission gegründet. Neben der musischen Erziehung soll die Schule zur nationalen Selbstfindung beitragen, indem sie den reichen Schatz der traditionellen Musik und Instrumente bewahren hilft. Auch Lehrern wird der Umgang mit Musikinstrumenten für den Schulunterricht beigebracht.
Angeboten werden frühkindliche Musikerziehung, Unterricht in traditioneller Musik und Instrumente, westliche klassische Musik in Zusammenarbeit mit Musikschulen in Australien und Studium und Aufführungen von populärer Musik. Auch werden zum Beispiel Gitarrenbauer aus Australien eingeladen, die ihr Handwerk Timoresen beibringen.

## Belege
- Webseite der Hadahur Music School (Memento vom 23. September 2013 im Internet Archive) (englisch)
- Hadahur Music School bei Tekee Media (Memento vom 2. März 2012 im Internet Archive) (englisch)